# Salce (Zamora)
Salce ist ein nordwestspanischer Ort und eine Gemeinde (municipio) mit 85 Einwohnern (Stand: 2024) im Westen der Provinz Zamora der Autonomen Gemeinschaft Kastilien-León. 

## Lage
Salce liegt in der kastilischen Hochebene in einer Höhe von etwa 755 m nahe der Grenze zwischen Portugal und Spanien. Die Provinzhauptstadt Zamora ist etwa 55 Kilometer (Fahrtstrecke) in nordöstlicher Richtung entfernt. Das Klima im Winter ist durchaus kalt, im Sommer dagegen warm bis heiß, Regenfälle (ca. 577 mm/Jahr) fallen verteilt übers ganze Jahr.

## Bevölkerungsentwicklung
| Jahr      | 1970 | 1981 | 1991 | 2001 | 2011 | 2021 |
| Einwohner | 215  | 208  | 172  | 138  | 111  | 89   |

## Sehenswürdigkeiten
- alte und neue Michaeliskirche

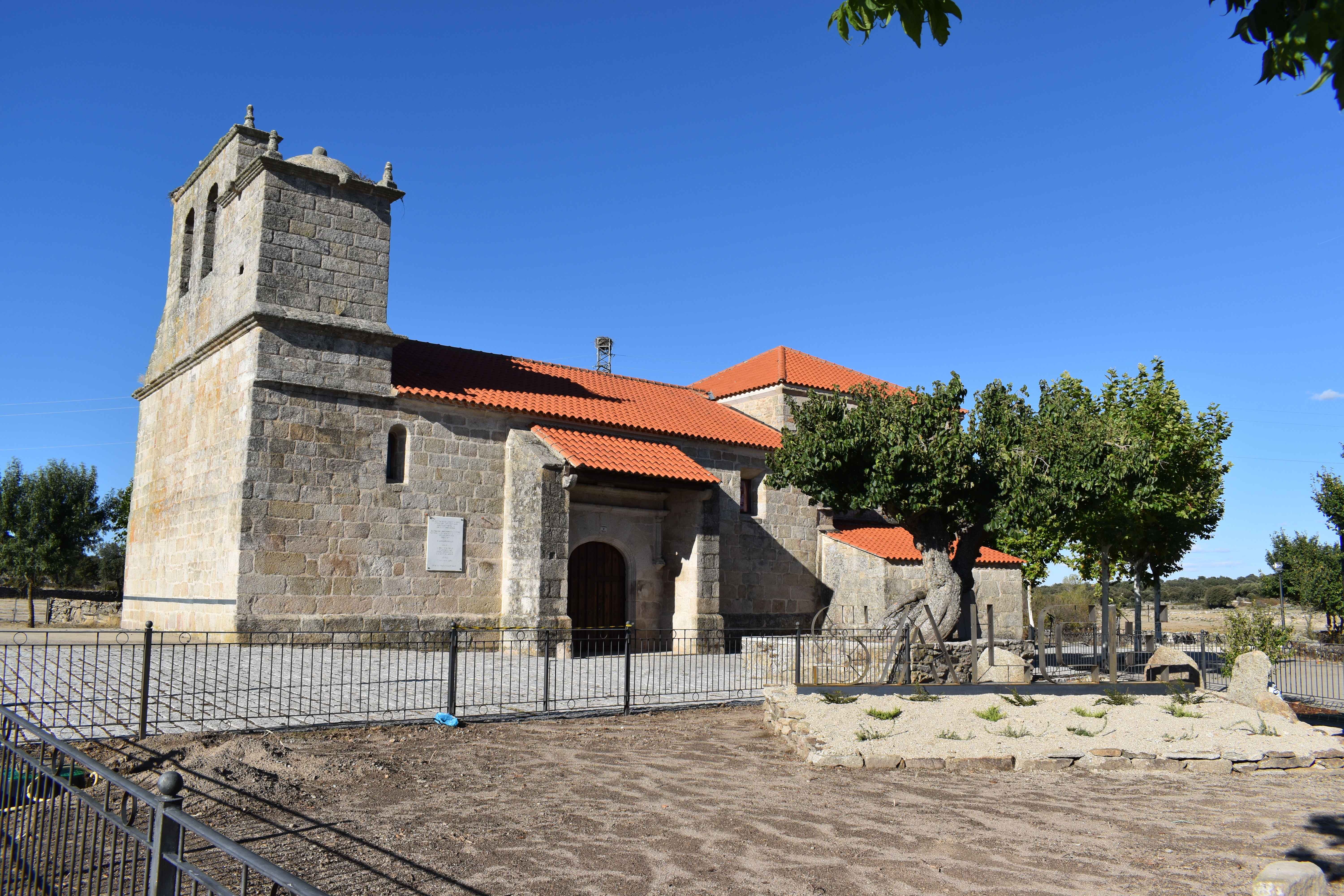
Alte Michaeliskirche
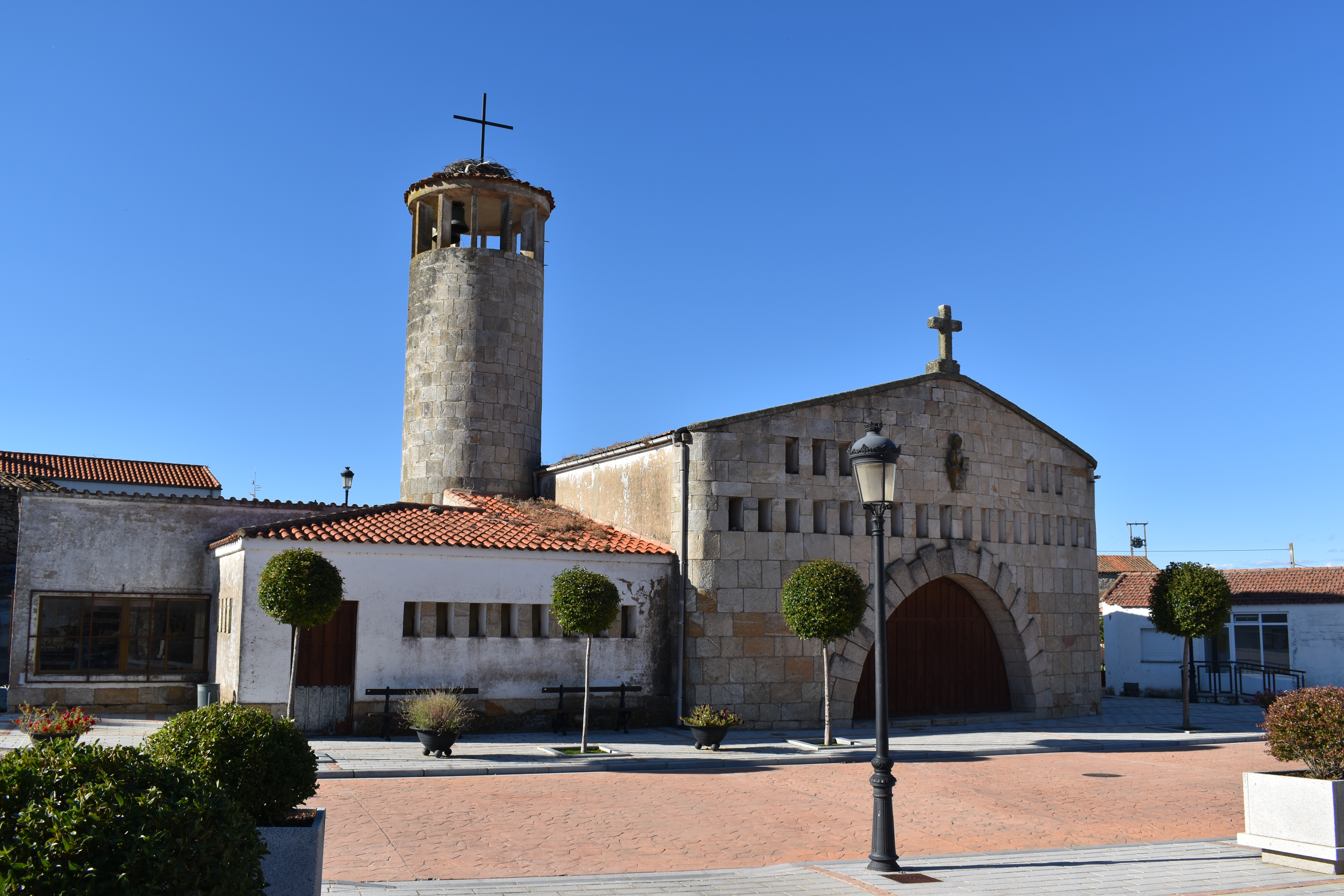
Neue Michaeliskirche
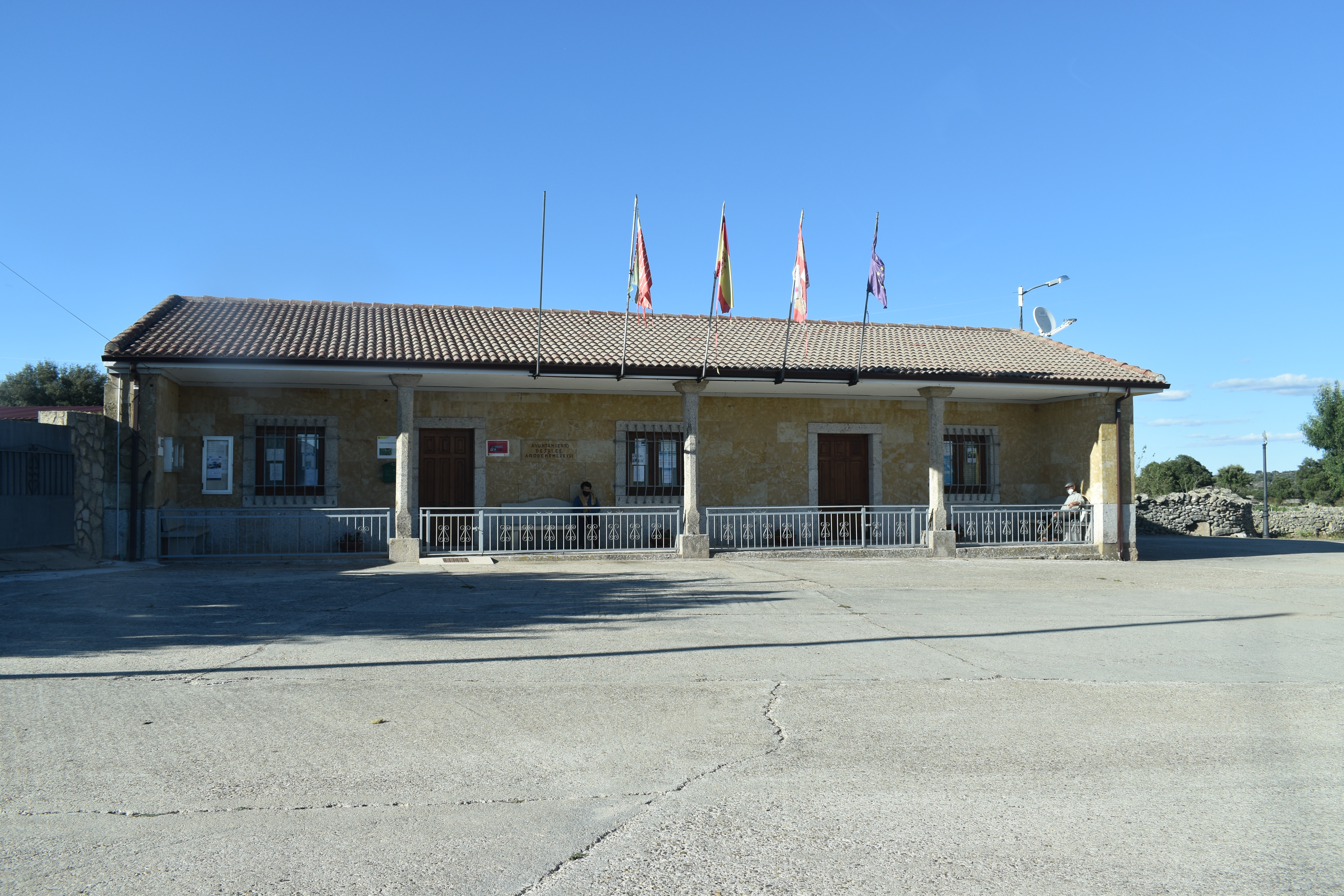
Rathaus